# X–33
Az X–33 kísérleti űrrepülőgép, melyet a Lockheed Martin tervezett megépíteni a 2000-es évek elején, a Venture Star többször felhasználható űrrepülőgép 50%-osra lekicsinyített, pilóta nélküli technológiai demonstrátoraként. Az űrrepülőgép függőlegesen startolt volna és vízszintesen ért volna földet. A programot 2001-ben, műszaki problémák (a kompozitból készült hidrogéntartály túl nagy súlya) miatt, a repülőgép 85%-os készültségénél leállították.